# لئونید کانفسکی
لئونید سِمِنوویچ کانفسکی (به اوکراینی: Леонід Семенович Каневський) شوروی، روسی، اسرائیلی است.